# Maria Avraamidou
Maria Avraamidou (griechisch Μαρία Αβρααμίδου; * 6. Oktober 1993) ist eine zypriotische Badmintonspielerin.

## Karriere
Maria Avraamidou gewann 2011 ihren ersten nationalen Titel in Zypern, wobei sie im Damendoppel mit Stella Knekna erfolgreich war. Von 2008 bis 2012 wurde sie nationale Juniorenmeisterin. Bei den Cyprus International 2013 belegte sie Rang drei.